# جوعر (مودية)

تعديل مصدري - تعديل

جوعر هي إحدى قرى عزلة مودية بمديرية مودية التابعة لمحافظة أبين، بلغ تعداد سكانها 493 نسمة حسب تعداد اليمن لعام 2004.